# Barthélemy Menn

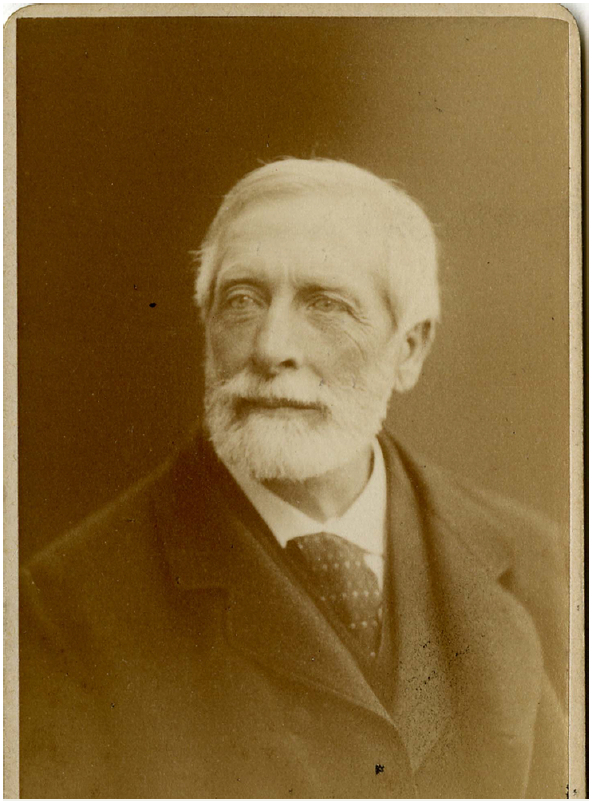
udatert bilde fra samlingene til Bibliothèque de Geneve

Barthélemy Menn. född den 20 maj 1815 i Genève, död där den 11 oktober 1893, var en schweizisk målare.
Menn studerade under Diday och Lugardon, i Paris under Ingres. Hans konst visar under dess utveckling påverkan ända från Robert till Corot. I början målade han mest historiebilder; hans betydelse som konstnär finns dock främst inom landskapsmåleriet. Han var en säker tecknare — han livnärde sig som teckningslärare i Genève — men blev aldrig särskilt känd utanför en smalare krets, då hans verk sällan dök upp på utställningar; Menns höga krav på konsten medförde för övrigt, att han förstörde många av sina bilder (ett enda av hans arbeten ses på Rath-museet i Genève). Hans betydelse för den yngre konstnärsskolan kan knappast överskattas (från Corot finns uttalandet: Notre maître à tous c’est Menn).